# Henri Bini
Henri Bini (ur. 11 maja 1931 w Monako, zm. 28 listopada 2014 tamże) – monakijski szermierz, olimpijczyk.
Uczestnik Letnich Igrzysk Olimpijskich 1960, na których wystąpił we florecie i szpadzie. Stoczył łącznie 10 pojedynków, jednak wygrał tylko jeden we florecie – pokonał Tunezyjczyka Raoula Baroucha.
Brał udział w igrzyskach śródziemnomorskich w latach 1955 i 1963, jednak bez zdobyczy medalowych.